# Tatari del Volga
I Tatari del Volga sono un gruppo etnico turco originario della regione Volga-Urali della Russia. Sono suddivisi in vari sottogruppi. I Tatari del Volga sono la seconda etnia della Russia dopo i russi stessi. Compongono il 53% della popolazione del Tatarstan e il 25% della popolazione della Baschiria.

## Storia dei Tatari del Volga
I tatari che abitano la Repubblica del Tatarstan, un soggetto federale della Russia, costituiscono un terzo di tutti i tatari, mentre gli altri due terzi risiedono fuori dal Tatarstan. Alcune delle comunità residenti al di fuori del Tatarstan si svilupparono prima della Rivoluzione Russa del 1917, poiché i tatari erano specializzati nel commercio.
L'emergenza dell'etnonimo "tataro" è contestata: due teorie spiegano indipendentemente le sue origini. La tesi mongola, secondo la quale l'etimologia può essere fatta risalire al cinese "Ta-Tan" o "Da-Dan", è più ampiamente accettata di quella turca. L'etnonimo "tataro" è emerso per la prima volta nel V secolo d.C.
Durante il XIV secolo, l'islam sunnita fu adottato da molti dei tatari. I tatari divennero sudditi della Russia dopo l'assedio di Kazan nel 1552. Poiché russi associavano i tatari all'Orda d'oro mongola (che governava la Russia nel XIII secolo), i tatari furono suggetti a stereotipi negativi, che ancora persistono nella società russa. Alcuni intellettuali tatari hanno cercato di collegare l'eredità tatara con la storica popolazione proto-bulgara del Tatarstan di oggi.
I russi usavano l'etnonimo tataro durante il XVIII e XIX secolo per indicare tutti gli abitanti turchi dell'Impero russo, ma, prima della nascita dell'Unione Sovietica, i popoli turchi dell'Impero russo non si identificavano generalmente come tatari. Fino alla fine del XIX secolo, i tatari del Volga si identificavano principalmente come musulmani, fino a quando avvenne la riabilitazione dell'etnonimo tataro. I funzionari russi usarono la lingua letteraria tatara per interagire con i popoli turchi dell'Impero russo prima della fine del XIX secolo. Il ruolo dei tatari del Volga nei movimenti nazionali e culturali musulmani dell'Impero russo prima della Rivoluzione del 1917 è significativo ed è continuato anche dopo il 1917 (cf. jadidismo). Le autorità tatare hanno tentato dagli anni '90, dopo la caduta dell'Unione Sovietica, di invertire la russificazione del Tatarstan avvenuta durante il periodo sovietico.

## Sottogruppi dei tatari del Volga

### Tatari di Kazan'

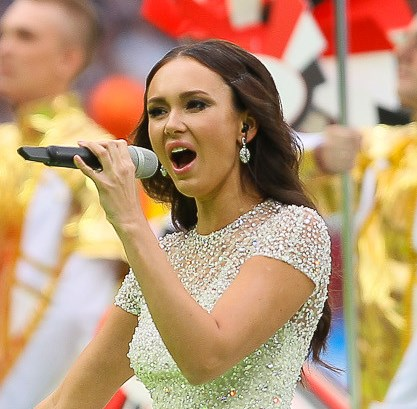
Il soprano d'opera Aida Garifullina, tatara del Volga

La maggior parte dei tatari del Volga sono tatari di Kazan'. Costituiscono la maggior parte della popolazione tatara del Tatarstan. Tradizionalmente, abitano sulla riva sinistra del fiume Volga.
Le invasioni dei Cazari costrinsero i Bulgari, popolo turco, a migrare dalle steppe Azov nel Medio Volga e nella regione della Bassa Kama durante la prima metà dell'ottavo secolo. Nel periodo tra il X e il XIII secolo, i popoli turchi, inclusi i Kipchak, emigrarono dalla Siberia meridionale verso l'Europa. Questi hanno giocato un ruolo significativo nell'invasione mongola della Rus ' nel XIII secolo. L'etnogenesi tatara ebbe luogo dopo che i popoli turchi, che si mescolarono con i Bulgari e altri abitanti locali dell'area del fiume Volga, mantennero il dialetto Kipchak e divennero musulmani. Diversi nuovi stati tatari erano emersi nel 1500 dopo la caduta dell'Orda d'oro. Questi stati erano il Khanato di Kazan', il Khanato di Astrachan', il Khanato di Sibir e il Khanato di Crimea.
Una controversia circonda l'origine del popolo tataro, a seconda che discenda dai Bulgari o dall'Orda d'oro. Secondo una teoria, l'eredità tatara di Kazan' può essere fatta risalire ai Kipchak dell'Orda d'oro, mentre secondo un'altra teoria, i tatari sono emersi dalla cultura bulgara sopravvissuta alla conquista mongola del 1236-1237.

### Mishar
I Mishar (o Mişär) sono un gruppo etnico dei tatari del Volga che parla il dialetto Mishar della lingua tatara. Comprendono circa un terzo della popolazione tatara del Volga. Sono discendenti delle tribù Cumano-Kipchak che si mescolarono con i Burtas nell'area del medio Oka e Meschiora. Al giorno d'oggi vivono a Čeljabinsk, Ul'janovsk, Penza, Rjazan', Nižnij Novgorod, in Russia e in Tatarstan, Baschiria e Mordovia.

### Tatari di Qasím
I tatari di Qasím hanno la loro capitale nella città di Qasím (Kasimov nella trascrizione russa) nell'oblast' di Rjazan'. Vedi " Qasim Khanate " per la loro storia. Oggi a Kasimov vivono 1.100 tatari Qasím. Non ci sono informazioni affidabili sul loro numero altrove.

### Tartari di Noqrat
I tartari di Noqrat vivono nella Repubblica di Udmurtia e nell'oblast' di Kirov. Nel 1920 il loro numero era di circa 15.000 persone.

### Tatari di Perm' (Ostyak)
Sottogruppo etnico dei tatari di Kazan che vive nel territorio di Perm' della Russia. Alcuni studiosi tatari (come Zakiev) li chiamano <i id="mwhw">Ostyak Tatars</i>. Il loro numero è (2002) di circa 130.000 persone.

### Keräşens
Una politica di cristianizzazione dei tartari musulmani fu attuata dalle autorità russe, a partire dal 1552, con il risultato della nascita dei Keräşens (tatari cristianizzati).
Molti tatari del Volga furono forzatamente cristianizzati da Ivan il Terribile durante il XVI secolo e continuarono a subire battesimi forzati e conversioni sotto i successivi sovrani russi e il clero ortodosso fino al XVIII secolo.
Alcuni studiosi suppongono che i Suar fossero antenati dei tatari Keräşen e che nel VI secolo fossero stati convertiti al cristianesimo dagli armeni durante il loro soggiorno nel Caucaso. I Suar, come altre tribù che in seguito si convertirono all'Islam, divennero Bulgari del Volga, e in seguito moderni Ciuvasci (che sono cristiani ortodossi) e Tatari di Kazan (che sono musulmani).
I tartari di Keräşen vivono in gran parte della zona del Volga-Urali. Oggi, tendono ad essere assimilati tra Ciuvasci e Tatari. Ottant'anni di dominio sovietico ateo hanno reso i tatari di entrambe le fedi meno religiosi di una volta. I nomi russi sono in gran parte l'unica differenza rimasta tra i tatari e i tatari di Keräşen.
Alcune tribù cumane nell'Orda d'oro furono convertite al cristianesimo nei secoli XIII e XIV (nestorianesimo). Alcune preghiere, scritte in quel periodo nel Codex Cumanicus, suonano come le preghiere moderne dei Keräşen, ma la connessione tra i Cumani cristiani e il moderno Keräşens è sconosciuta.

## Carestia del 1921–22 in Tatarstan
La carestia del 1921-1922 in Tatarstan fu un periodo di fame di massa e siccità che ebbe luogo nell'ASSR tataro a seguito della politica del comunismo di guerra, in cui morirono tra 500.000 a 2.000.000 contadini. L'evento faceva parte della maggiore carestia russa del 1921–22 che colpì altre parti dell'URSS, in cui morirono in totale 5.000.000 di persone.

## Cultura tradizionale

### Festival

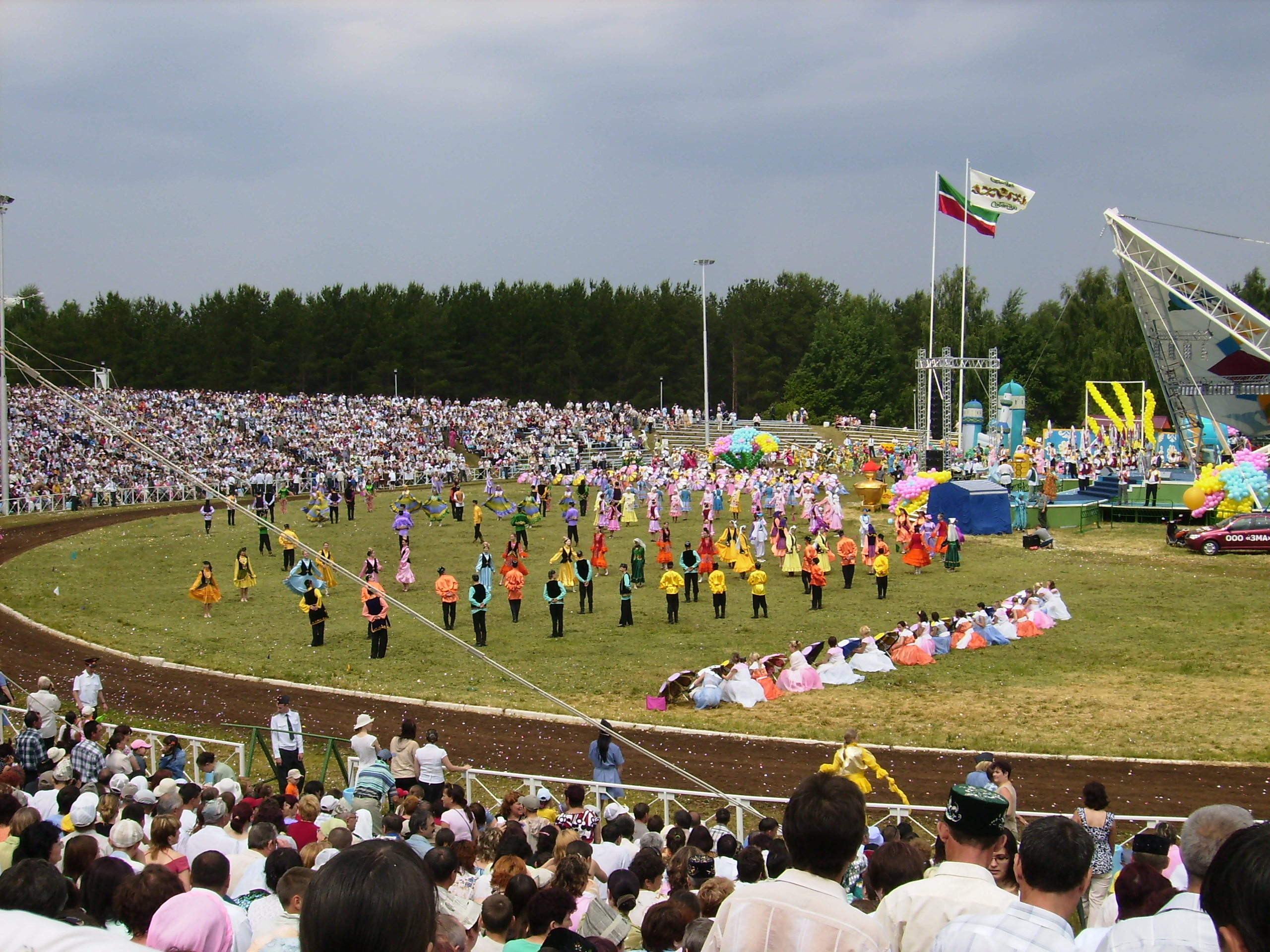
Sabantuy in Tatarstan

Storicamente, le celebrazioni tradizionali dei tatari dipendevano in gran parte dal ciclo agricolo.
Periodo primavera / estate
- Sabantuy
- Semina
- Dzhien

Periodo autunno / inverno
- Pomochi
- Nardugan

### Cucina

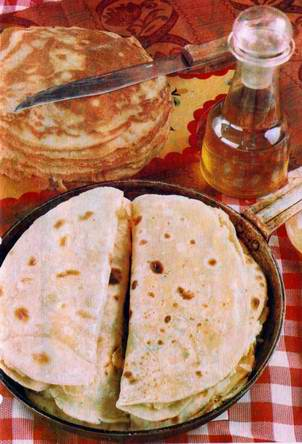
Qistibi

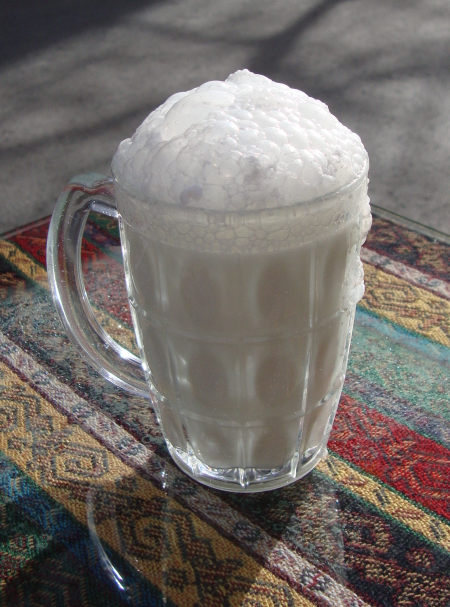
Tazza di vetro di susurluk fresco ayranı con schiuma

La cucina tatara è ricca di zuppe calde (şulpa), piatti a base di pasta (qistibi, pilmän, öçpoçmaq, peremech) e dolci (çäkçäk, göbädiä, ecc.). Le bevande tradizionali tatare includono ayran, katyk e kumys.

## Demografia
Negli anni '10 erano circa mezzo milione nell'area di Kazan'. Quasi 2 milioni di tatari del Volga morirono nella carestia del 1921–22 in Tatarstan. Circa 15.000 appartenenti allo stesso ramo erano emigrati a Ryazan nel centro della Russia (quella che oggi è la Russia europea) o erano stati insediati come prigionieri durante il XVI e il XVII secolo in Lituania (Vilnius, Hrodna e Podolia). Circa 2.000 risiedevano a San Pietroburgo. I tartari del Volga-Urali sono quasi 7 milioni, principalmente in Russia e nelle repubbliche dell'ex Unione Sovietica. Mentre la maggior parte della popolazione si trova in Tatarstan (circa 2 milioni) e nelle regioni limitrofe, un numero significativo di tatari del Volga-Urali vive in Siberia, Asia centrale e Caucaso. Al di fuori del Tatarstan, i tatari urbani di solito parlano il russo come prima lingua (in città come Mosca, San Pietroburgo, Nižnij Novgorod, Ufa e città degli Urali e della Siberia).

## Diaspora

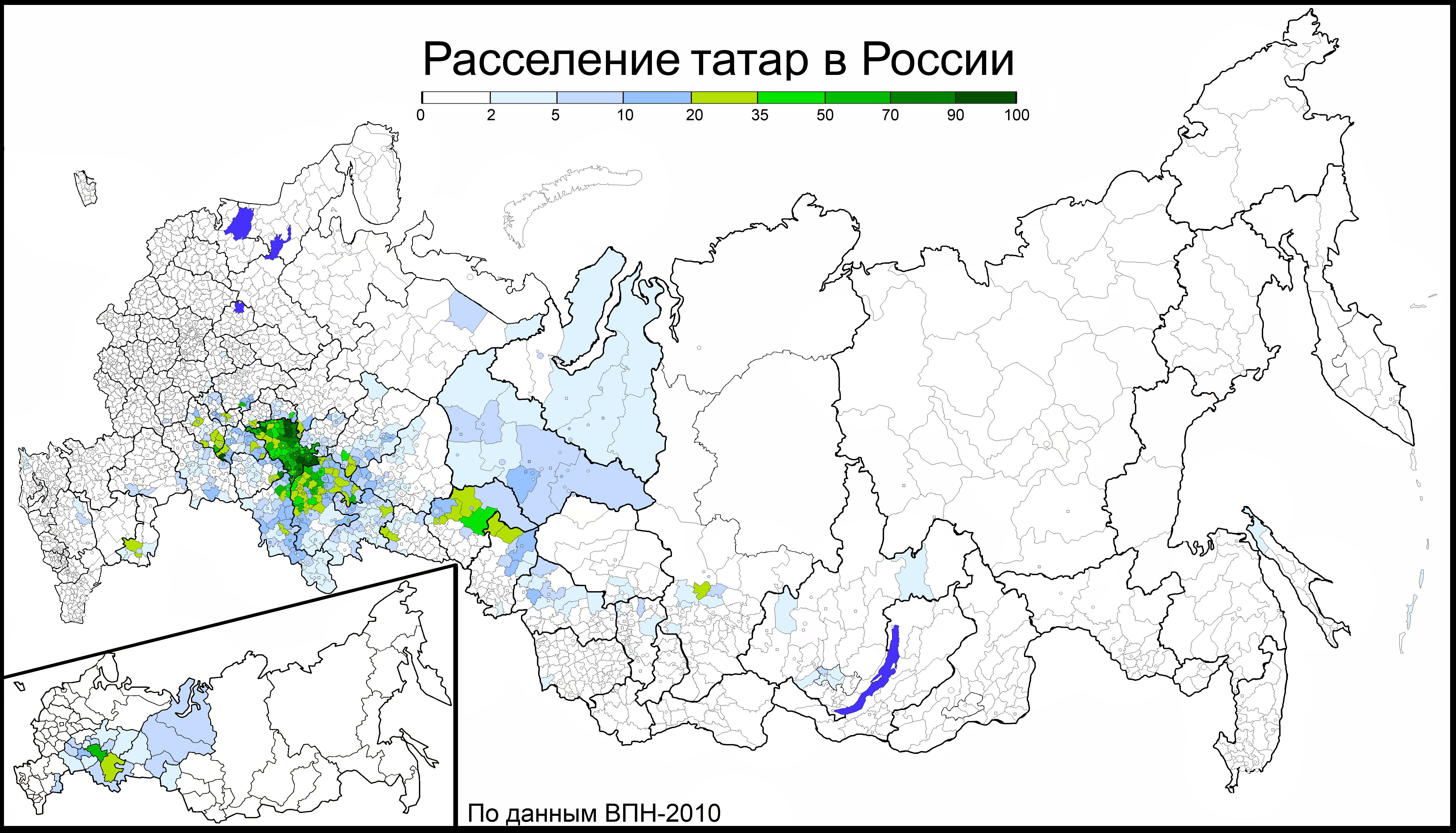
Zone abitate da tatari in Russia secondo il censimento russo del 2010

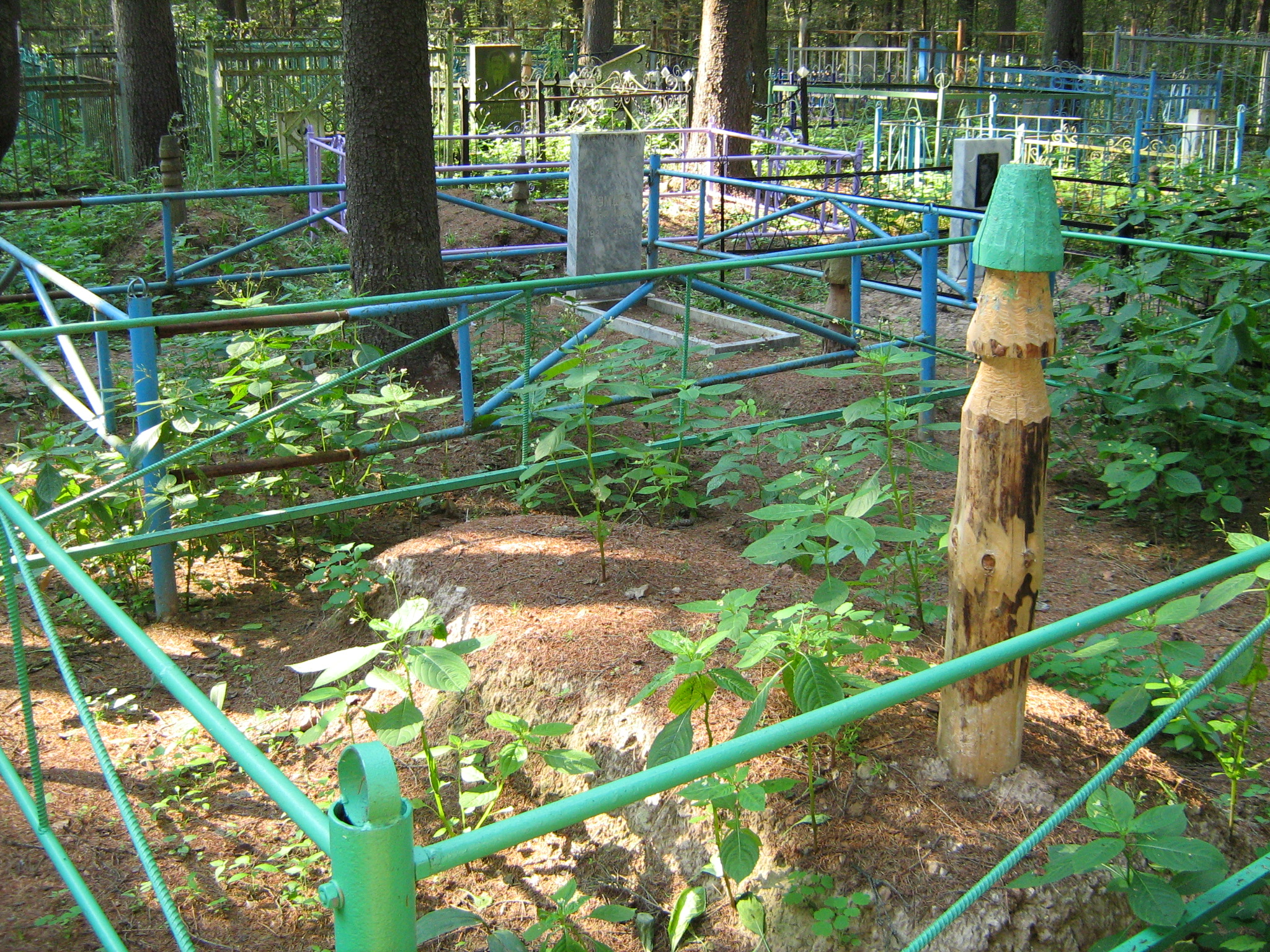
Un cimitero tataro nell'oblast' di Nižnij Novgorod

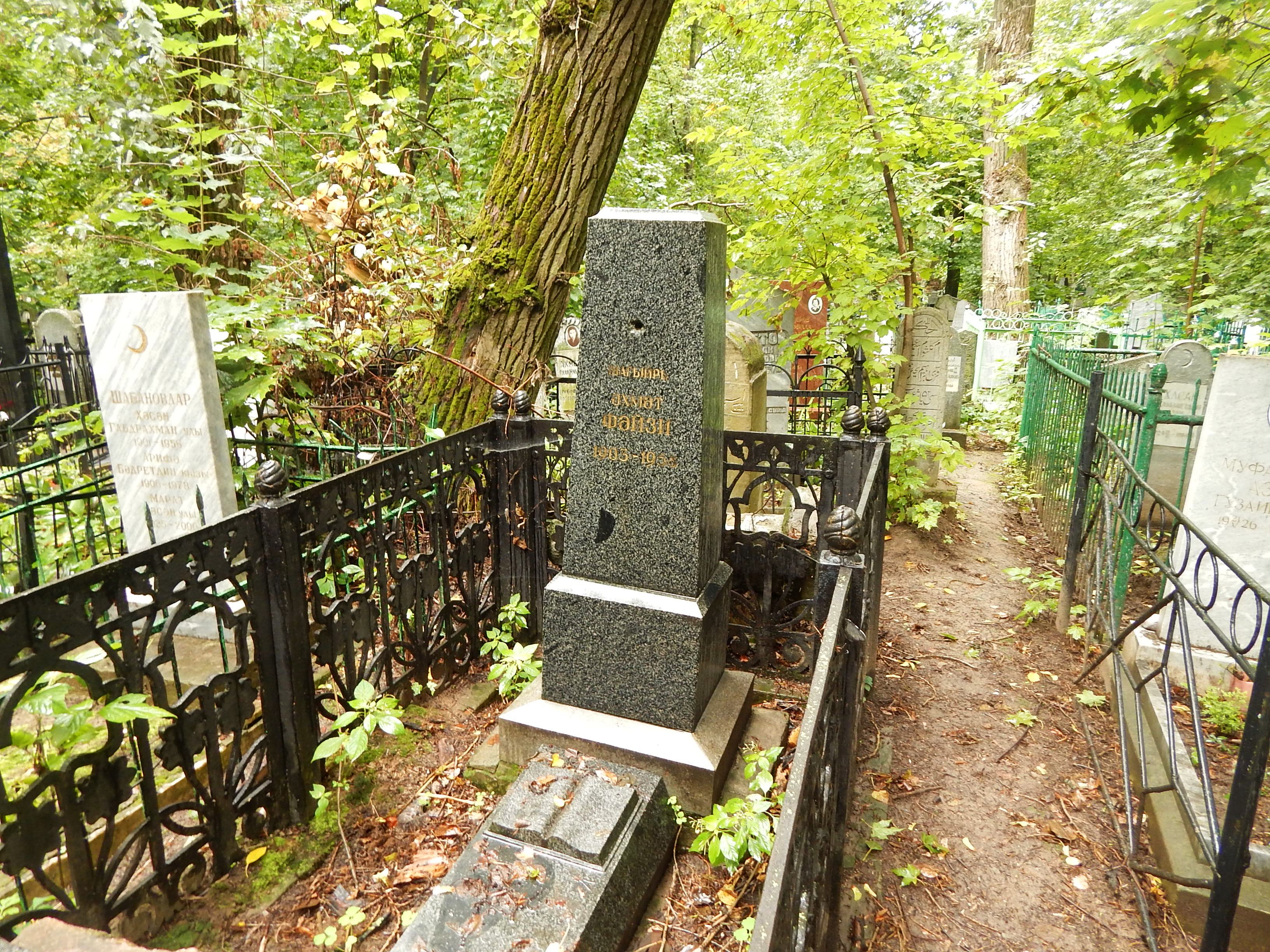
Un cimitero tataro a Kazan'

I luoghi in cui vivono i Tatari del Volga includono:
- Ural e Alto Kama (dal XV secolo) XV secolo - colonizzazione, XVI-XVII secolo - ricollocamento dai russi; XVII-XIX secolo — esplorazione degli Urali, lavorando nelle industrie
- Siberia Occidentale (dal XVI secolo): XVI secolo - dalle repressioni russe dopo la conquista del Khanato di Kazan da parte dei russi XVII-XIX secolo - esplorazione della Siberia Occidentale; fine del XIX secolo - prima metà del XX secolo - industrializzazione, costruzione delle ferrovie; 1930 – repressioni di Iosif Stalin; 1970 – 1990 industria petrolifera
- Mosca (dal XVII secolo): feudatari tatari al servizio della Russia, commercianti, dal XVIII a San Pietroburgo
- Kazakistan (dal XVIII secolo): XVIII – XIX secolo: ufficiali dell'esercito e soldati russi; Anni '30 – industrializzazione, dagli anni '50 - coloni in terre vergini - riemigrazione negli anni '90
- Finlandia (dal 1804): (principalmente Mişärs) - XIX secolo - ufficiali delle forze armate e soldati russi, e altri
- Asia centrale (dal XIX secolo) (Uzbekistan, Turkmenistan, Tagikistan, Kirghizistan; per la Cina vedere i tatari cinesi) – XIX secolo: ufficiali e soldati russi, commercianti, emigranti religiosi, 1920-1930 – industrializzazione, programma di educazione sovietica per i popoli dell'Asia centrale, 1948, 1960 – aiuti per Aşgabat e Tashkent rovinati dai terremoti - riemigrazione negli anni '80
- Caucaso, in particolare l'Azerbaigian (dal XIX secolo) – lavoratori del petrolio (1890), commercianti di pane
- Brasile (XIX secolo): con la fine del periodo coloniale, dopo il movimento abolizionista, il Brasile ha stimolato l'arrivo degli europei nel paese, principalmente italiani, tedeschi e slavi. Tra questi slavi vi furono anche tatari che si stabilirono principalmente nel Paraná e Rio Grande do Sul
- Cina settentrionale (dal 1910) – costruttori ferroviari (1910) - riemigrarono negli anni '50
- Siberia Orientale (dal XIX secolo) - reinsediamenti di agricoltori (XIX secolo), costruttori di ferrovie (1910, 1980), esiliati dal governo sovietico negli anni '30
- Germania e Austria - 1914, 1941 – prigionieri di guerra, anni '90 - emigrazione
- Turchia, Giappone, Iran, Cina, Egitto (dal 1918) – emigrazione
- Inghilterra, USA, Australia, Canada – (1920) riemigrazione da Germania, Turchia, Giappone e Cina. Anni '50 – prigionieri di guerra dalla Germania, che non tornarono in URSS, anni '90 – emigrazione dopo la caduta dell'URSS
- Sachalin, Kaliningrad, Bielorussia, Ucraina, Lettonia, Estonia, Lituania, Carelia – dopo 1944-45 costruttori, personale militare sovietico
- Oblast' di Murmansk, territorio di Chabarovsk, Polonia settentrionale e Germania settentrionale (1945–1990) - Personale militare sovietico
- Israele – mogli o mariti di ebrei (anni '90)

## Tatari celebri
- Yusuf Akçura, politico, ideologo del panturchismo
- Aida Garifullina, cantante lirica;
- Irina Shayk, modella;
- Nail' Jakupov, giocatore professionista di hockey su ghiaccio negli Stati Uniti e in Russia
- Sadri Maksudi Arsal, statista, studioso
- Ibrahim Gaspirali
- Mirsaid Sultan-Galiev, rivoluzionario bolscevico
- Kamila Valieva, pattinatrice russa